# BLANGEL
『BLANGEL』（ブランジェル）は、渡瀬行人による日本の漫画作品。『コミックヴァルキリー』（キルタイムコミュニケーション）にて連載。同誌が隔月刊から月刊に変更となった際も、連載が継続されていた。2010年には小説化されている。

## 制作背景
当初は全3巻となるよう制作されていた。しかし、連載中に作者の渡瀬の「個人的な事情により仕事が続けられなくなった」ため、単行本2巻分に再編集する必要があり、雑誌掲載時と単行本では変更されている。渡瀬は雑誌掲載時のストーリーをなかったことにするわけではないと話し、「それぞれ別ルートの出来事」として捉えてもらいたいという。

## 書誌情報
- 渡瀬行人『BLANGEL』キルタイムコミュニケーション〈ヴァルキリーコミックス〉、全2巻
  1. 2007年11月29日発売[4]、ISBN 978-4-86032-494-0
  2. 2012年2月2日発売[4]、ISBN 978-4-7992-0196-1
- 夜士郎（著）・渡瀬行人（原作・挿絵）『BLANGEL 輪になりて踴る愚者の夜』キルタイムコミュニケーション〈あとみっく文庫〉、2010年2月28日発売[2]、ISBN 978-4-86032-872-6